# 포샤 더블데이
포샤 더블데이(Portia Doubleday, 1988년 6월 22일 ~ )는 미국의 배우이다.

## 출연 작품

### 영화
- Bram Stoker's Legend of the Mummy (1997)
- 18 (2009) - 단편
- 이유있는 반항 (2009)
- Almost Kings (2010)
- 빅 마마 하우스 3: 라이크 파더, 라이크 선 (2011)
- Howard Cantour.com (2012) - 단편
- K-11 (2012)
- 캐리 (2013)
- 그녀 (2013)
- After the Ball (2015)
- 판타지 아일랜드 (2020)

### 텔레비전
- 미스터 선샤인 (2011)
- 미스터 로봇 (2015-19)